# Spock's Beard
Spock's Beard es una banda estadounidense de rock progresivo formada en Los Ángeles.
Formada en 1992 en Los Ángeles por los hermanos Neal y Alan Morse. Neal tocaba los teclados, guitarra y hacía la voz principal, además de ser el compositor primario; Alan tocaba la guitarra eléctrica. La pareja se unió con los músicos Nick D'Virgilio (batería) y Dave Meros (bajo) y lanzaron su álbum debut, The Light, en 1995, que sorprendería al mundo progresivo. Al cuarteto se le unió luego el veterano teclista de Osaka, Japón, Ryo Okumoto.
La banda interpretaba un tipo de rock progresivo con inclinación a vocales similares a la música pop (tomando mucha influencia de Genesis), a diferencia de la aproximación al hard rock de The Flower Kings o el sentimiento de metal de Dream Theater. La banda es también conocida por uso de armonías multivocales complicadas y el uso de contrapuntos en cortes como Gibberish, Thoughts (Part I and II), June y Devil's Got My Throat.
Entre los seguidores se discute sin llegar a un acuerdo cuál es el álbum mejor logrado de la agrupación, siendo los más aclamados el V y principalmente el disco doble Snow, el cual cuenta la historia de un albino que siente un llamado del tipo mesiánico, este espiritualmente cae y tergiversa su obra, siendo rescatado con una nueva oportunidad de vivir en armonía. Esta obra fue paralela al anuncio de Neal Morse (líder de la banda) de que abandonaba la agrupación para comenzar su carrera en solitario. A causa de la marcha de su vocalista y principal compositor, la banda confió en su batería, Nick D'Virgilio, como su reemplazo. El primer álbum tras la marcha de Morse, Feel Euphoria, tiene un sonido más duro y experimental, con un papel más destacado para la guitarra de Alan Morse.
En 2005, tras un largo proceso de composición, salió a la venta Octane, considerado por muchos fanes como una vuelta al estilo más épico tras Feel Euphoria. Después Octane llegaron Spock's Beard, en noviembre de 2006, y Live, un CD y DVD grabado en Holanda y publicado en junio de 2008.
Según un mensaje publicado el 3 de noviembre de 2008 por el bajista Dave Meros, la banda se encuentra componiendo nuevo material que conformará su décimo álbum de estudio.
El 18 de noviembre de 2011 Nick D'Virgilio anuncia su alejamiento de la banda por motivos personales. El día 21 del mismo mes la banda anuncia que Ted Leonard y Jimmy Keegan serán el nuevo cantante y baterista, respectivamente.
Desde marzo del 2013 está disponible lo que es su undécimo trabajo en estudio, llamado Brief Nocturnes and Dreamless Sleep.
En 2016, Jimmy Keegan deja el grupo; un año más tarde vuelve el baterista original, Nick D'Virgilio.

## Miembros

### Actuales
- Alan Morse - guitarras, coros (1992 - presente)
- Dave Meros - bajo, coros (1993 - presente), teclados (2011 - presente)
- Ryo Okumoto - teclados, sintetizador, coros (1995 - presente)
- Ted Leonard - voz principal, guitarra (2011 - presente)

### De apoyo
- Mike Thorne - batería (2018 - presente)

### Antiguos
- John Ballard - bajo (1992 - 1993)
- Neal Morse - voz principal, teclados, sintetizador, guitarra (1992 - 2002)
- Nick D'Virgilio - batería (1992 - 2011; como músico de apoyo, 2017 - 2018; como músico de sesión, 2017 - presente), coros (1992 - 2002 y 2017 - presente), voz principal, guitarra, teclados, sintetizador (2002 - 2011)
- Jimmy Keegan - batería, coros (2011 - 2016; como músico de apoyo, 2002 - 2011)

## Discografía
- The Light (1995)
- Beware of Darkness (1996)
- The Kindness of Strangers (1998)
- Day for Night (1999)
- V (2000)
- Snow (2002)
- Feel Euphoria (2003)
- Octane (2005)
- Spock's Beard (2006)
- X (2010)
- Brief Nocturnes and Dreamless Sleep (2013)
- The Oblivion Particle (2015)
- Noise Floor (2018)